# جيمس روي تاكر
جيمس روي تاكر هو سياسي كندي، ولد في 25 ديسمبر 1909، وتوفي في 22 سبتمبر 1987 في سانت جونز في كندا. حزبياً، نشط في الحزب الليبرالي الكندي. وقد انتخب عضو مجلس العموم الكندي.